# Helina babusarensis
Helina babusarensis este o specie de muște din genul Helina, familia Muscidae, descrisă de Shinonaga în anul 2007.
Este endemică în Pakistan. Conform Catalogue of Life specia Helina babusarensis nu are subspecii cunoscute.